# Zeta Corvi
Zeta Corvi (27 Corvi) é uma estrela na direção da constelação de Corvus, também chamada de Chang Sha (長沙). Possui uma ascensão reta de 11h 44m 45.76s e uma declinação de −18° 21′ 02.2″. Sua magnitude aparente é igual a 4.71. Considerando sua distância de 350 anos-luz em relação à Terra, sua magnitude absoluta é igual a −0.45. Pertence à classe espectral G8III.